# Nagai Chaudhry
Nagai Chaudhry là một thị trấn thống kê (census town) của quận Mahendragarh thuộc bang Haryana, Ấn Độ.

## Nhân khẩu
Theo điều tra dân số năm 2001 của Ấn Độ, Nagai Chaudhry có dân số 7368 người. Phái nam chiếm 53% tổng số dân và phái nữ chiếm 47%. Nagai Chaudhry có tỷ lệ 58% biết đọc biết viết, thấp hơn tỷ lệ trung bình toàn quốc là 59,5%: tỷ lệ cho phái nam là 67%, và tỷ lệ cho phái nữ là 48%. Tại Nagai Chaudhry, 13% dân số nhỏ hơn 6 tuổi.